# Судаков, Николай Александрович
Никола́й Алекса́ндрович Судако́в (род. 28 сентября 1922, Череповец — 28 ноября 2013 Киев ) — ветеринар, специалист по кардиологии, диагностике, терапии и обмену веществ у животных; доктор ветеринарных наук (1960), профессор (1965), заведующий кафедрой Башкирского сельскохозяйственного института, Украинской сельскохозяйственной академии.
Редактор-консультант, соавтор первой советской ветеринарной энциклопедии в шести томах. Редактор и соавтор Ветеринарного энциклопедического словаря (1981).

## Биография
В 1948 году с отличием окончил ветеринарный факультет Московского зооветеринарного института, преподавал на кафедре клинической диагностики института до 1963 года. ; .
С  1963 по  1968 года работал профессором кафедры терапии и клинической диагностики ветеринарного факультета Башкирского сельскохозяйственного института (с 1965 года — заведующий кафедрой). .
В 1968—1988 годы — заведующий кафедрой терапии и клинической диагностики ветеринарного факультета Украинской сельскохозяйственной академии; в этот период кафедра снискала международное признание, благодаря подготовке специалистов для ряда стран Европы, Азии, Африки, Северной и Южной Америки. Научная деятельность
В 1951 году защитил кандидатскую, в 1960 — докторскую диссертацию.  Скончался 28 ноября 2013 года и похоронен в Киеве, на Байковом кладбище.
Основные направления исследований:
- микроэлементная недостаточность, микроэлементозы у животных[1].

Выявил симптомы микроэлементной недостаточности, разработал рекомендации по диагностике и профилактике микроэлементной недостаточности у крупного рогатого скота, в том числе в промышленных животноводческих комплексах.
Подготовил трёх докторов (в том числе С. А. Ивановский, Л. П. Окунцов) и шестнадцать кандидатов наук (в их числе — Н. Ю. Мусина, С. Ш. Сюсина, Р. Ш. Кадыров, Л. С. Новоструева, Г. И. Ивановская, З. А. Урманов). Автор более 370 научных работ, 5 монографий, справочников, 3 словарей, 17 учебно-методических пособий и учебников для вузов. Участвовал в написании учебника «Болезни спортивных коней», изданного на немецком языке. Редактор-консультант, соавтор первой советской ветеринарной энциклопедии в шести томах. Редактор и соавтор Ветеринарного энциклопедического словаря (1981).

### Избранные труды
- Левченко В. І., Влізло В. В.[укр.], Кондрахін І. П., Мельник Й. Л., Судаков М. О. Клінічна діагностика внутрішніх хвороб тварин : підручник для підгот. фахівців у аграрних вищих навч. закладах ІІІ-ІV рівнів акредитації з напряму 1305 «Ветеринарна медицина» (укр.) / ред. В. І. Левченко. — Біла Церква : Білоцерк. держ. аграрний ун-т, 2004. — 608 с.
- Левченко В. І., Кондрахін І. П., Влізло В. В.[укр.], Головаха В. І., Судаков М. О. Внутрішні хвороби тварин : підруч. для студ. ф-тів вет. медицини вищ. навч. аграр. закл. III—IV рівнів акредитації / за ред. В. І. Левченка. — Біла Церква : Білоцерк. нац. аграр. ун-т, 2012. — Ч. 1. — 527 с. — 3500 экз.
- Левченко В. І., Судаков М. О., Мельник Й. Л., Чумаченко В. Ю., Кондрахін І. П. Клінічна діагностика хвороб тварин : підручник для викладачів і студ. фак. вет. мед. вищ. навч. с.-г. закладів III—IV рівнів акредитації (укр.) / ред. В. І. Левченко. — К. : Урожай, 1995. — 367 с.
- Судаков Н. А. Изменение сердечно-сосудистой системы и некоторых биохимических показателей крови у лошадей в связи с телосложением и физической нагрузкой : Автореф. дис. … д-ра вет. наук. — М., 1959. — 23 с.
- Судаков Н. А., Грачев А. Д., Береза В. И. и др. Справочник по патологии обмена веществ у животных / Под ред. Н. А. Судакова. — Киев: Урожай, 1984. — 240 с. — 10000 экз.
- Судаков Н. А., Колесник В. Я., Береза В. И. Внутренние незаразные болезни сельскохозяйственных животных : Терапия и профилактика : [Учеб. пособие для с.-х. вузов по спец. «Ветеринария»] / Под ред. Н. А. Судакова. — Киев: Вища школа, 1983. — 191 с. — 8000 экз.
  - Судаков М. О., Береза В. І.; Погурський І. Г.; Нечваль В. М. Внутрішні незаразні хвороби сільськогосподарських тварин: Практикум : навч. посібник для вузів з підгот. мол. спеціалістів за спец. «Вет. медицина» (укр.) / ред. М. О. Судаков. — 2. вид., перероб. і доп. — К. : Вища шк., 1995. — 206 с.
- Судаков М. О., Цвіліховський М. І., Береза В. І., Січкар В. С. Внутрішні незаразні хвороби тварин : підруч. для студ. аграр. вищ. закл. освіти І-ІІ рівнів акредитації та навч. посіб. для студ. аграр. вищ. закл. освіти ІІІ-ІV рівнів акредитації із спец. «Ветеринарна медицина» (укр.) / Ред. М. О. Судаков. — 2-ге вид., допов. — К. : Мета, 2002. — 350 с. — ISBN 966-7947-01-7.
- Филатов П. В., Судаков Н. А., Беляев И. М. Практические занятия по клинической диагностике с рентгенологией : [Для вет. вузов и фак.]. — М.: Колос, 1964. — 200 с. — (Учебники и учебные пособия для высших сельскохозяйственных учебных заведений).